# إسلام أون لاين
موقع إسلام أون لاين (بالإنجليزية: IslamOnline.net)‏ هو موقع إنترنت إسلامي يهتم بنشر الثقافة الإسلامية والتعريف بمبادئ الدين الإسلامي عبر معالجة عالم الأفكار والاهتمام بالعلوم وإصدارات الكتب.
ويقدم الموقع موضوعات مختلفة حول الدين والعلوم والثقافة والفنون، وهو أحد أكثر المواقع الإسلامية زيارة عربياً. مقره الدوحة في قطر. يتبع موقع إسلام أونلاين جمعية البلاغ الثقافية ومقرها الدوحة، والتي أنشئت عام 1998 بقرار وزارة الأوقاف القطرية، ويرأس مجلس إدارتها الدكتور إبراهيم الأنصاري بعد أن كان يرأس مجلس إدارتها الدكتور يوسف القرضاوي. وقد بلغ عدد زيارات الموقع خلال عام 2023 الى حوالى 100 مليون زيارة .

## أزمة 2010
جمعية البلاغ القطرية متعاقدة مع شركة مصرية اسمها «إنترناشيونال ميديا» لإدارة الموقع في القاهرة، وهناك تجاوزات كبيرة على كافة الصعد تراكمت في الموقع على مدى سنوات، وتشكلت لدى مجلس الإدارة رؤية تحتم التطوير وتلافي الأخطاء المتراكمة سواء من الناحية التقنية أو المالية والإدارية أو التحريرية، وقد تعاقد مجلس الإدارة مع شركة مختصة قامت بتشخيص كافة الأوضاع ودراستها وتقديم المقترحات لحلها، وبالفعل عقد المجلس العزم على القيام بالإجراءات المطلوبة لتصحيح الأوضاع، وهو في هذا يملك الحق القانوني والأخلاقي الكامل في أي إجراء يتخذه
في مارس 2010 قام العاملون بموقع إسلام أون لاين في القاهرة بإضراب واحتجاج بسبب قرار إدارة الموقع نقل العمل من القاهرة إلى قطر، وتشمل الصفقة إخراج رجال أعمال بارزين من ملكية الموقع، على رأسهم رجل الأعمال والشيخ السعودي علي بادحدح، الذي يملك نحو 37% من أسهم الشركة المسؤولة عن «موقع إسلام أون لاين».، بينما رفضت الجماعة على لسان د. محمد مرسي عضو مكتب الإرشاد والمتحدث الإعلامي للجماعة إقحام الجماعة في أزمة الموقع ووصفها «بأنها محاولةٌ من البعض لإقحام جماعة الإخوان المسلمين في أمرٍ لا علاقةَ لنا به على الإطلاق، ونرفضه شكلاً وموضوعًا».
كما دعا مسئولي الموقع بإنهاء الأزمة وأبدى تعاطف الجماعة مع العاملين في الموقع ورفض الجماعة لقطع أرزاقهم والتشديد عليهم. كما ظهر في الفترة الأخيرة موقع باسم أون إسلام يقوم عليه طقم العمل المصري بنفس السياسة القديمة لإسلام أون لاين.

## وصلات خارجية
- الموقع الرسمي